# Sinfonía en la menor, KV 16a (Mozart)

Mozart en 1763.

La Sinfonía en la menor, K. Anh. 220/16a, también conocida como Odense, fue atribuida en un principio a Wolfgang Amadeus Mozart en 1765. Es la única sinfonía de Mozart escrita en modo menor, aparte de las dos en sol menor: n.º 25 y n.º 40.

## Historia

### Composición
La composición de esta obra, si realmente se trata de una obra del joven Mozart, pudo desarrollarse en 1765 en Londres. 
En 1799 la editorial Breitkopf & Härtel de Leipzig intentó publicar la totalidad de la producción musical de Mozart. A tal fin, recopilaron las composiciones mozartianas de su hermana, su esposa, músicos, copistas y de otros editores. Entre estas obras se encontraba la Sinfonía en la menor, KV 16a. En el catálogo manuscrito de Breitkopf & Härtel hay un íncipit de cuatro compases de extensión que corresponde al inicio de la sinfonía, indicando como referencia al comerciante hamburgués Johann Christoph Westphal. 
En 1862 Ludwig Ritter von Köchel compiló su catálogo temático de la música de Wolfgang Amadeus Mozart, que no pretendía ser cronológico, y ya entonces añadió un "Anhang" o Apéndice de obras dudosas o perdidas. Esta sinfonía sólo se conocía por una lista de íncipits que se había elaborado en vida de Mozart, pero que se había perdido. Köchel consideró que se había perdido y la situó en el Anhang, asignándole el número KV Anh. 220. Posteriormente, el musicólogo Alfred Einstein sugirió en su edición del catálogo Köchel que la sinfonía había sido compuesta en 1765 en Londres, tomando como base el íncipit, así como la primera sinfonía de Mozart que ha llegado a nuestros días: la KV 16. Einstein dio a la obra el número 16a y estableció que puede constatarse su temprana fecha de composición incluso a partir de los pocos compases que han sobrevivido en el incipit. La sexta edición del catálogo Köchel mantiene la numeración dada a esta obra por Einstein.
En 1982 se descubrió una copia de la sinfonía (no la partitura autógrafa) realizada a mano por varios copistas. La partitura fue hallada en el archivo de la Orquesta Sinfónica Municipal de Odense (Dinamarca), de ahí el sobrenombre de la obra. La citada orquesta se trasladó a unas nuevas instalaciones. Su archivero-bibliotecario, Gunnar Thygesen, examinó un lote de música que alguien había encontrado en el sótano del ayuntamiento en 1943 y enviado a la biblioteca de la orquesta; incluso entonces nadie lo había mirado en más de cien años. Entre otras sinfonías de la época clásica, Thygesen encontró un juego de partes para la pérdida K. Anh. 200, atribuida al "Signor Mozart". La tarea de los musicólogos consistía en determinar si este documento era una sinfonía auténtica de Wolfgang. Entre las pistas estaba una lista elaborada en 1797 del contenido de la biblioteca del Club de Música de Odense. Entre ellos había una sinfonía en la menor de Mozart. Investigaciones posteriores sugieren que podría tratarse de una sinfonía comprada a un marchante de música llamado Johann Christoph Westphal, de Hamburgo, que ya a mediados de la década de 1780 había anunciado una serie de obras que atribuía a Mozart. Westphal fue también la persona que vendió un paquete de obras de Mozart a Breitkopf & Härtel, que fue la fuente de los íncipits en los que se basó Köchel. Así pues, la autenticidad de esta sinfonía depende de que Westphal sea correcto y veraz en cuanto a la identidad de su mercancía. Por muy dramática que fuera la aparición de una "nueva sinfonía de Mozart" en la década de 1980, nadie puede determinar si se trata realmente de música de Mozart. (Por cierto, la atribución al "Signor Mozart" no excluye ni a Leopold Mozart ni al no emparentado Philip Kajatan Mozart.
En la página del título aparece una nota que indica que esa copia de la sinfonía había caído en posesión del Collegium Musicum danés (probablemente de Westphal) a finales de 1793, en los que el papel con las partes orquestales presenta una marca de agua con el año 1779. Ninguno de los copistas del círculo de la familia Mozart pudo haber copiado esta obra. En la década de 1780 Westphal obtuvo varias sinfonías auténticas de Mozart y algunas obras con fuentes "dudosas", tales como la KV 16a y la K. Anh.C 11.08; la KV 16a se encontraba probablemente entre las obras que vendió al Collegium Musicum danés.

### Movimiento suprimido que se pensó que era para esta sinfonía
En el reverso de la cuarta página del autógrafo del Divertimento para viento en si bemol mayor (KV 186/159b) hay dieciséis compases tachados para cuerda, dos oboes y dos trompas. Alfred Einstein, en su edición del catálogo Köchel, pensó que se trataba de un Andante en mi bemol mayor, que pertenecía a una sinfonía escrita mucho antes, quizá a la entonces recién descubierta KV 16a. La sexta edición del catálogo Köchel repite esto con asiduidad, pero advierte de que tal asociación es incierta.
Wolfgang Plath fechó el divertimento en 1772, pero afirmó que la fecha de composición de los dieciséis compases se situaba en torno a 1765 y 1766, conclusión a la que llegó tras analizar la caligrafía del autógrafo. Además, cambió la tonalidad a sol sostenido menor y consideró que Mozart reutilizó este trozo de papel posteriormente para la versión final del Minueto y trío del divertimento. 
Franz Giegling transcribió estos compases y su transcripción fue publicada en el informe crítico del volumen del NMA (Neue Mozart-Ausgabe) dedicado a los divertimentos para viento (publicado en 1987), que él mismo editó. Por entonces, la KV 16a ya había sido descubierta y la conexión que había establecido Einstein había sido desestimada (desde que el Andante estaba en sol sostenido menor, la obra a la que hipotéticamente perteneciese no estaría en si mayor con toda probabilidad). 
Neal Zaslaw editó una reconstrucción de este "borrador orquestal", dictaminando que el borrador presentaba incongruencias internas y errores y que la reconstrucción estaba basada en la idea de que Mozart escuchaba la pieza en sol sostenido menor y si mayor, pero que pudo no haberla escrito correctamente, puesto que aún tendría que aprender algunos aspectos de notación musical necesarios.

### Autoría
Neal Zaslaw estableció que la sinfonía había sido compuesta probablemente después de 1765 y afirmó que su proximidad estilística a otras sinfonías de Mozart de las décadas de 1760 y 1770 hace imposible la datación exacta de la obra, si no se halla una fuente fiable, y que la KV 16a era en muchos aspectos distinta de otras obras mozartianas.
Wolfgang Gersthofer ignoró a la KV 16a en su revisión de las sinfonías tempranas de Mozart, ya que muchos expertos la consideran como una auténtica obra de Mozart.
Volker Scherliess afirmó tras una larga argumentación que los especialistas en Mozart habían argumentado que la Sinfonía "Odense" no podía ser considerada una obra de Mozart tanto por tradición como por estilo.
Scott Fruehwald llegó a la conclusión de que la sinfonía no era de Mozart, basándose en un análisis estilístico.

### Estreno y publicación
No se sabe con certeza la fecha y el lugar en que se celebró el estreno de la sinfonía.
Wolfgang Plath publicó la sinfonía, hoy conocida como "Odense", y la incluyó en un simposio científico para especialistas. La sinfonía fue grabada, entre otros, por la Academy of Ancient Music bajo la dirección de Christopher Hogwood e integrada en la Neue Mozart-Ausgabe, en el apartado "Obras de dudosa autenticidad" en el año 2000, puesto que entonces no había concluido aún el debate sobre su autenticidad.

## Instrumentación
La partitura está escrita para una orquesta formada por:
- Viento madera: 2 oboes y 2 fagotes.
- Viento metal: 2 trompas en la.
- Teclado: [clavecín].
- Cuerda: una sección de cuerdas con 2 violines (primero y segundo), viola, violonchelo y contrabajo.

En las orquestas de aquella época era una práctica común emplear el fagot y el clavecín, si estaban presentes en la orquesta, para reforzar la línea del bajo doblando a los violonchelos y los contrabajos o bien como continuo, incluso sin notación separada. Los fagotes en este caso no doblan a violonchelos y contrabajos, como es habitual. Esta orquestación, con partes de fagot independientes de la línea del bajo, y el estilo emocional llamado "Sturm and Drang" tienden a fecharla a principios de la década de 1770, sea quien sea quien la escribió.

## Estructura y análisis
La sinfonía consta de tres movimientos:
- I. Allegro moderato, en la menor 4
4
- II. Andantino, en la mayor 2
4
- III. Rondo. Allegro moderato, en la menor 2
4

La interpretación de esta obra dura aproximadamente entre 10 y 15 minutos. Los especialistas sólo pueden formarse una opinión basada en el estilo y señalan las similitudes y las diferencias con respecto a la costumbre de Mozart. Al parecer la mayoría de los expertos se alinea en contra de su autenticidad. En cualquier caso se trata de una obra atractiva.

### I.Allegro moderato
El primer movimiento, Allegro moderato, está escrito en la tonalidad de la menor, en compás de 4/4 y sigue la forma sonata. El movimiento de apertura es de carácter emotivo. Se caracteriza por la línea descendente y la repetición de notas del tema inicial. El movimiento transcurre sin repeticiones.

### II.Andantino
El segundo movimiento, Andantino, está en la mayor y en compás de 2/4. El movimiento lento central presenta un estilo pastoral. Comienza con un tema en forma de canción que recuerda al aria "Che farò senza Euridice" de la ópera Orfeo y Eurídice de Christoph Willibald Gluck.

### III.Rondo. Allegro moderato
El tercer y último movimiento, Rondo. Allegro moderato, retoma la tonalidad inicial y el compás es 2/4. El Finale responde a la forma rondó Destaca por su estribillo "alla Turca", un tanto exótico, que probablemente sea una imitación de la música folclórica húngara, a su vez una parodia de la música supuestamente turca.